# Löbau-Zittauer Eisenbahngesellschaft

Die Strecke der Löbau-Zittauer Eisenbahngesellschaft

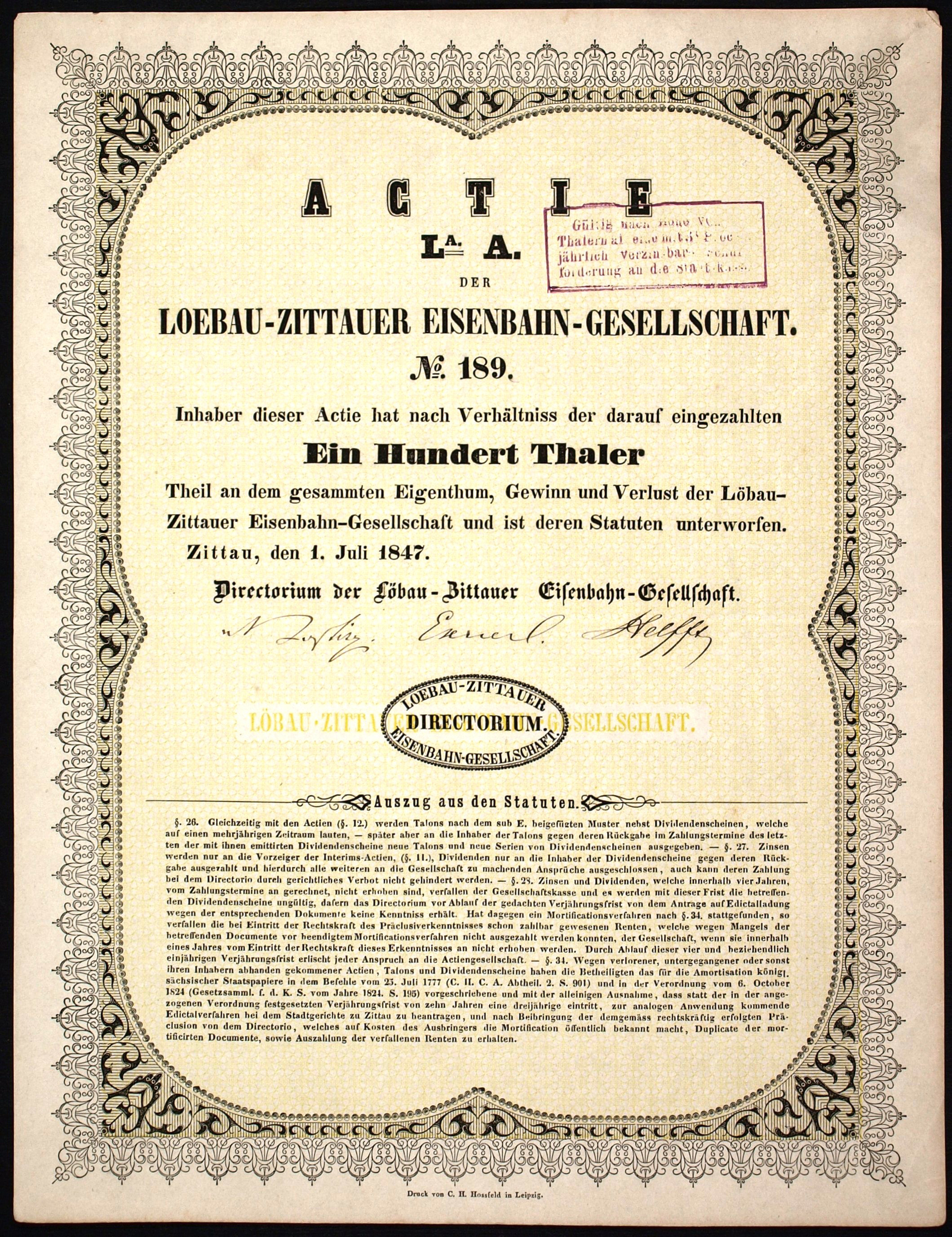
Aktie über 100 Thaler der Loebau-Zittauer Eisenbahn-Gesellschaft vom 1. Juli 1847

Die Löbau-Zittauer Eisenbahngesellschaft war eine Eisenbahngesellschaft in Sachsen. Sie war Eigentümer der Bahnstrecke Löbau–Zittau in der Oberlausitz.

## Geschichte
Die Löbau-Zittauer Eisenbahngesellschaft mit Sitz in Zittau erhielt am 25. Juni 1845 die Konzession zum Bau einer Eisenbahn, um die Fabrikstadt Zittau an die Bahnstrecke Dresden–Görlitz der Sächsisch-Schlesischen Eisenbahngesellschaft anzuschließen. Die 34 km lange Strecke begann in Löbau und erreichte in südöstlicher Richtung durch die Oberlausitz über Großschweidnitz – Herrnhut – Oberoderwitz die Stadt Zittau. Die Eröffnung fand am 10. Juni 1848 statt. Den Betrieb führte die Löbau-Zittauer Eisenbahn selbst durch.
Mit Wirkung vom 1. Januar 1871 ging die Bahn in das Eigentum der Kgl. Sächsischen Staatseisenbahnen über, die schon seit 1851 – als die bisherige Betriebsführerin auf den Staat übergegangen war – diese Aufgabe übernommen hatten.

## Lokomotiven
| Name        | Bahn-Nr. (1869) | Hersteller | Fabrik-Nr. | Baujahr | Bahn-Nr. (1871) | Bemerkung                                                       |
| LUSATIA     | 1               | Cockerill  | 185        | 1847    | 336             | –                                                               |
| BOHEMIA     | 7               | Cockerill  | 186        | 1847    | –               | 1869 als REICHENBERG an Zittau-Reichenberger Eisenbahn          |
| ZITTAU      | –               | Cockerill  | 187        | 1847    | –               | –                                                               |
| LÖBAU       | –               | Cockerill  | 188        | 1847    | –               | –                                                               |
| OYBIN       | –               | Cockerill  | 189        | 1847    | –               | 1848 als DRESDEN an Östliche Staatsbahn                         |
| HAMMERSTEIN | 2               | Hartmann   | 91         | 1857    | 337             | von 1858 bis 1860 im Bestand der Zittau-Reichenberger Eisenbahn |
| EHRENSTEIN  | 3               | Hartmann   | 198        | 1863    | 338             | –                                                               |
| MANDAU      | 4               | Hartmann   | 255        | 1865    | 339             | –                                                               |
| HOCHWALD    | 5               | Hartmann   | 329        | 1865    | 340             | –                                                               |
| LAUSCHE     | 6               | Hartmann   | 330        | 1865    | 341             | –                                                               |